# قورباغه‌ماهی طوقی
قورباغه‌ماهی طوقی (نام علمی: Fowlerichthys ocellatus) نام یک گونه از تیره قورباغه‌ماهی است. این ماهی در غرب اقیانوس اطلس واقع در مناطقی نظیر خلیج مکزیک، دریای کارائیب زندگی می‌کند.